# Akodon azarae
El  ratón de pastizal pampeano, o ratón de Azara (Akodon azarae) es una especie  de roedor propio de Sudamérica. Se la halla en Argentina, Brasil, Paraguay, Uruguay.
Es huésped natural del virus Junín (transmite la fiebre hemorrágica argentina), junto con el ratón maicero, Calomys musculinus. También porta el Hantavirus Maciel.
Pesa en promedio 19 g, variando estacionalmente (el peso es máximo en primavera, mermando en los siguientes meses y se vuelve a incrementar en invierno). Mide entre 7-15 cm, y la longitud de la cola entre 5-10 cm. Tiene patas cortas; piel suave, oliváceo bronceada dorsalmente, y un tinte amarillo blancuzco en vientre; hombros y nariz pardo rojizos, y tiene un borroso anillo en ojos. La hembra tiene 8 mamas. El macho es muy polígamo. Su periodo reproductivo dura 8 meses: de septiembre a abril, y en invierno con máximo alimento, se recupera de la crianza. Gesta 22,7 días, pare dos veces al año; 3,5 de camada con un peso de 2,2 g. Alcanzan la madurez sexual a los 2 meses, y viven 10-12 meses.